# Giacomo Maccari
Giacomo Maccari (Roma, 1700 - Venècia, 1744) fou un compositor italià.
És autor de les òperes:
- Adoaldo furioso (1727);
- Aristide (1735);
- Ottaviano trionfante di Marc-Antonio (1735);
- La fundazione di Venecia (1736), totes estrenades a Venècia.